# Sarah Bolger

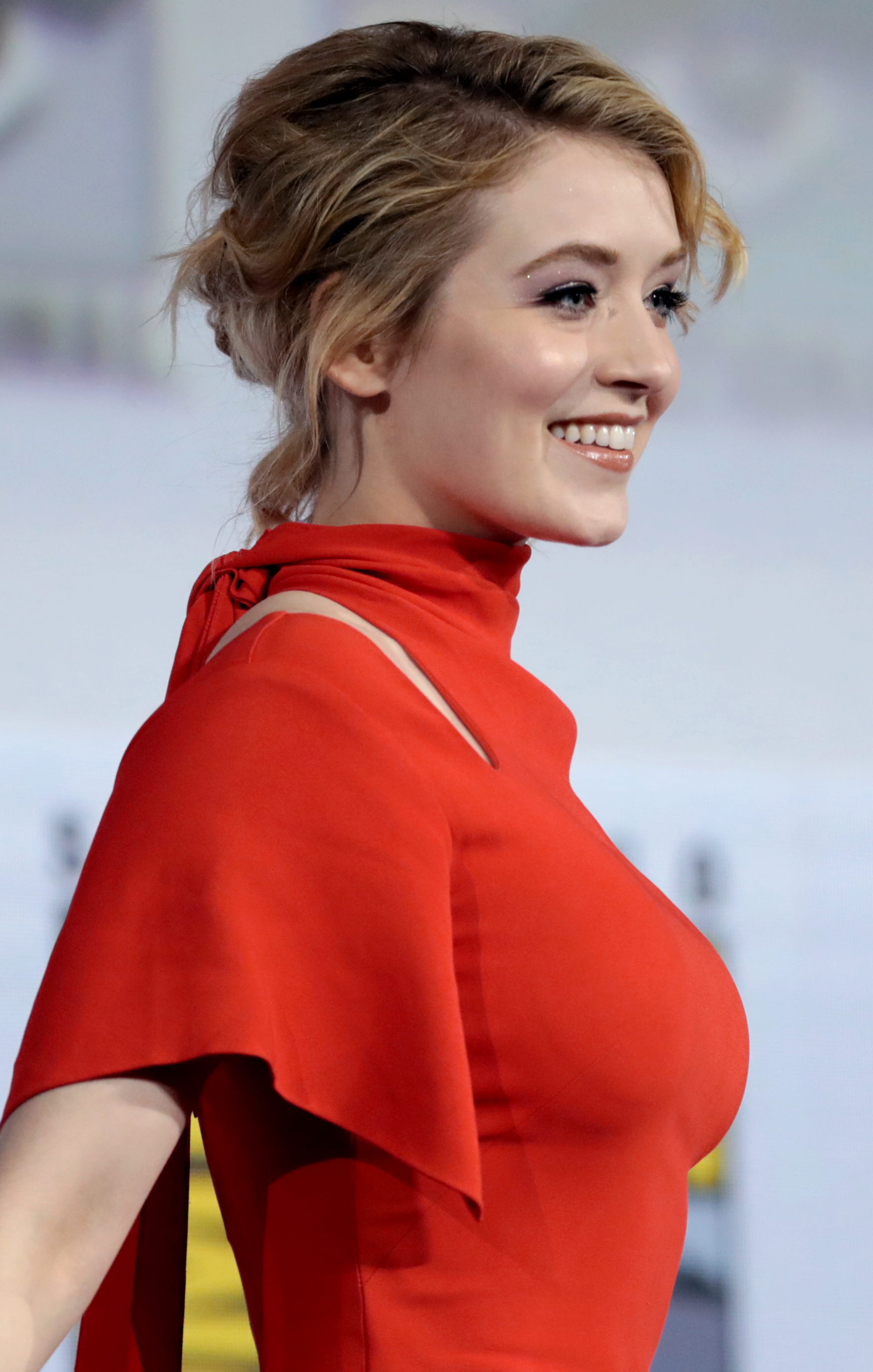
Sarah Bolger (2019)

Sarah Lee Bolger (ur. 28 lutego 1991 w Dublinie) – irlandzka aktorka.

## Filmografia
- A Love Divided (1999) jako Eileen Cloney
- Tajemny romans (A Secret Affair, 1999) jako Helena
- Nasza Ameryka (In America, 2002) jako Christy
- Tara Road (2005) jako Annie
- Premonition (2005) jako Azura
- Alex Rider: Misja Stormbreaker (Stormbreaker, 2006) jako Sabina Pleasure
- The Fence (2007) jako Jacqueline 'Jacquie' Stipec
- Dynastia Tudorów (The Tudors[1], 2007−2010) jako Lady Mary (Maria I Tudor)
- Kroniki Spiderwick (The Spiderwick Chronicles, 2008) jako Mallory Grace
- Internat (The Moth Diaries, 2011) jako Rebecca
- Dawno, dawno temu (Once Upon a Time, 2012 – 2015) jako Aurora – Śpiąca Królewna[1]
- Zauroczenie (Crush, 2013) jako Jules
- Projekt Lazaurus (Lazarus Effect 2015) jako Eva
- Emelie (2015) jako Emelie
- My All-American (2015) jako Linda Wheeler
- Kraina bezprawia (Into the Badlands[1], 2015 – 2017) jako Jade
- Agentka Carter (Agent Carter, 2016) jako Violet
- Outlaw (2016) jako Michelle
- Halal Daddy (2017) jako Maeve Logan
- Odpowiednik (Counterpart[1], 2018 – 2019) jako Anna
- Mayans M.C. (od 2018) jako Emily[1]
- End of Sentence (2019) jako Jewel
- (Nie)dobra kobieta (A Good Woman Is Hard to Find[1], 2019) jako Sarah
- We Broke Up (2021) jako Bea